# Hope (diamant)
Pour les articles homonymes, voir Hope.
Le Hope, du nom de la famille qui en fut propriétaire à partir de 1824, est un diamant de 45,52 carats retaillé à partir du Bleu de France, un diamant bleu de la Couronne volé en 1792 et recelé en Angleterre. Il provient des Indes. 
À l'instar de l'Orlov et du Black Orlov, le Hope a la réputation d'être un diamant maudit, puisque certains de ses propriétaires successifs auraient connu une fin trouble, voire tragique. Il figure parmi les pièces du National Museum of Natural History de Washington, aux États-Unis.

## Histoire

### Période française
Le diamant est rapporté en France par le voyageur Jean-Baptiste Tavernier, qui le vend à Louis XIV. La légende du diamant, régulièrement relancée, veut que la pierre ait été volée sur une statue de la déesse Sitâ. Mais une tout autre histoire a pu être retracée en 2007 par François Farges du Muséum national d'histoire naturelle de Paris : le diamant aurait été acheté par Tavernier, dans l'immense marché aux diamants de Golconde, lorsqu'il s'était rendu en Inde sous l'empire moghol. Les chercheurs du Musée d'histoire naturelle ont aussi découvert l'emplacement de la mine dont le diamant serait originaire et qui se situe dans le nord de l'actuel Andhra Pradesh. La deuxième hypothèse sur l'origine du diamant est même prouvée par les archives mogholes d'Hyderabad. Plusieurs rumeurs veulent que le diamant Hope soit maudit et tue les personnes entrant en sa possession : Tavernier aurait fini dévoré par des bêtes sauvages, après avoir été ruiné, alors qu'en réalité, il est simplement mort de vieillesse à Moscou, à 84 ans. Louis XIV fait tailler la gemme, qui passe de 112,5 à 67,5 carats, et nomme le diamant obtenu « Bleu de France » (en anglais : French Blue, d'où la déformation du nom actuel). 
En septembre 1792, le diamant est dérobé au garde-meuble national lors du vol des joyaux de la Couronne de France. Le diamant et ses voleurs quittent la France pour l'Angleterre. La pierre y est retaillée pour être plus facilement vendue et sa trace se perd jusqu'en 1812, exactement vingt ans et deux jours après le vol, durée suffisante pour que celui-ci soit prescrit.

### Période britannique
Vers 1824, la pierre, qui a déjà été retaillée par le marchand et receleur Daniel Eliason, est vendue à Thomas Hope, banquier à Londres, membre d'une riche lignée possédant la banque Hope & Co., et qui meurt en 1831. La pierre fait l'objet d'une assurance-vie souscrite par son jeune frère, lui-même collectionneur de gemmes, Henry Philip Hope, et est portée par la veuve de Thomas, Louisa de la Poer Beresford. Restant dans le giron des Hope, le diamant prend désormais leur nom et apparaît dans l'inventaire de Henry Philip après sa mort (sans descendance) en 1839 . 
Le fils aîné de Thomas Hope, Henry Thomas Hope (1807-1862), en hérite : la pierre est exposée à Londres en 1851 durant la Grande Exposition, puis à Paris, durant l'exposition de 1855. En 1861, sa fille adoptive Henrietta, seule héritière, se marie avec un certain Henry Pelham-Clinton (1834-1879) déjà père d'un garçon : mais Henrietta craint que son beau-fils ne dilapide la fortune familiale, aussi, elle forme un « trustee » et transmet la pierre à son propre petit-fils, Henry Francis Hope Pelham-Clinton (1866-1941). Il en hérite en 1887 sous la forme d'une assurance-vie ; il ne peut ainsi se séparer de la pierre qu'avec l'autorisation du tribunal et du board of trustee. Henry Francis vit au-dessus de ses moyens et cause en partie la banqueroute de sa famille en 1897. Sa femme, l'actrice May Yohé, subvient seule à leurs besoins. Le temps que le tribunal l'autorise à vendre la pierre afin de l'aider à régler ses dettes, en 1901, May est partie avec un autre homme pour les États-Unis. Henry Francis Hope Pelham-Clinton revend la pierre en 1902 au bijoutier londonien Adolphe Weil qui la revend au courtier américain Simon Frankel pour 250 000 dollars.

### Période américaine
Les propriétaires successifs du Hope au XXe siècle sont Pierre Cartier, fils du célèbre joaillier Alfred Cartier (de 1910 à 1911) qui le revend 300 000 dollars à Evalyn Walsh McLean (en). Celle-ci en est propriétaire de 1911 à sa mort en 1947, puis il passe à Harry Winston en 1949, qui en fait don au Smithsonian Institute de Washington en 1958. Afin de rendre le transport de la pierre le plus discret et sûr possible, Winston l'envoie au Smithsonian par la poste, dans un petit colis enveloppé de papier kraft,. Restant le plus gros diamant bleu jamais découvert à ce jour, le diamant est toujours visible dans la célèbre institution, où il bénéficie d'une pièce réservée : c'est le deuxième objet d'art le plus admiré dans le monde (six millions de visiteurs annuels) après la Joconde au Louvre (huit millions de visiteurs annuels).

## Caractéristiques de la pierre
La composition chimique de la pierre est exceptionnelle : le type IIb dans lequel elle est classée concerne moins de 0,2 % des pierres existantes.

## Dans la culture populaire

### Au cinéma
- Un diamant ressemblant beaucoup au diamant bleu de la Couronne (et non au diamant Hope dont la retaille à partir du précédent est plus petite) apparaît dans le film Titanic de 1997, sous le nom de « Cœur de l’océan »[7].
- Dans Retour à Zombieland, Colombus demande Wichita en mariage en lui offrant le diamant Hope.

### Dans les séries télévisées
- Dans l’épisode À propos d'hier soir… de la saison 12 de South Park, le Hope, exposé à la Smithsonian Institution, est la cible du cambriolage réalisé par Barack Obama et John McCain.
- Dans le gag du canapé du vingtième épisode de la saison 22 des Simpson, Homer aux mains d'argent, Marge passe devant le diamant Hope qui semble susciter sa convoitise. Cependant, Lisa la tire par le bras et la famille Simpson continue son chemin à travers le Smithsonian.
- Dans un des épisodes de Black Butler (Kuroshitsuji), Ciel et Sebastian tentent de récupérer le diamant Hope qui avait été volé. Malheureusement, la statue où la bague avait été placée tombe dans la Tamise et ne peut être retrouvée. Par ailleurs, Ciel possède un des deux fragments du diamant Hope.
- Dans la saison 5 de la série FBI : Duo très spécial, le prétendu jumeau du diamant Hope est l'objet de la quête qui oppose Neal Caffrey à son ancienne petite amie Rebecca Lowe.